# ناحیه ماکوده
ناحیه ماکوده (به عربی: دائرة ماکودة) یک ناحیه در الجزایر است که در استان تیزی وزو واقع شده‌است.